# FK 프르지브람
FK 프르지브람(체코어: Fotbalový klub Příbram)은 프르지브람을 연고로 하는 체코의 축구 클럽이다. 현재 체코의 2부 리그인 나로드니리가에 참가하고 있다.

## 역대 구단명
- 1996–1998: FC 두클라 (FC Dukla)
- 1998–2000: FC 두클라 프르지브람 (FC Dukla Příbram)
- 2000–2008: FK 마릴라 프르지브람 (FK Marila Příbram)
- 2008–2022: 1. FK 프르지브람 (1. FK Příbram)
- 2022–2023: FK 비아겜 프르지브람 (FK Viagem Příbram)
- 2023–현재: FK 프르지브람 (FC Příbram)

## 성적
- 체코 컵: 준우승 1회 (1997)

## 선수 명단

### 현역
참고: FIFA 자격 규정에 따라 소속된 국가대표팀 국기를 표시합니다. 선수는 복수의 FIFA 비회원국 국적을 가지고 있을 수 있습니다.
| 번호 | 포지션 | 국적 | 이름            |
| ---- | ------ | ---- | --------------- |
| 10   | MF     | 가나 | 이매뉴얼 앤트위 |

| 번호 | 포지션 | 국적 | 이름 |
| ---- | ------ | ---- | ---- |

## 역대 감독
| 감독            | 임기        |
| --------------- | ----------- |
| 요제프 비찬     | 1963 ~ 1964 |
| 요제프 호바네츠 | 2002 ~ 2023 |
| 파벨 호르바트   | 2020 ~ 2021 |